# برایان شاو-تیلور
برایان نیوتن شاو-تیلور (انگلیسی: Brian Newton Shawe-Taylor؛ زادهٔ ۲۸ ژانویهٔ ۱۹۱۵ در دوبلین، درگذشتهٔ ۱ مهٔ ۱۹۹۹) رانندهٔ مسابقات اتومبیل‌رانی فرمول یک اهل بریتانیا بود که از فصل ۱۹۵۰ تا ۱۹۵۱ در مجموع در سه گراند پری شرکت کرد، اما موفق به کسب هیچ امتیازی نشد.
شاو-تیلور در ۱ مهٔ ۱۹۹۹ درگذشت.